# 耕莘文教基金會
耕莘文教基金會（英語：Cardinal Tien Cultural Foundation）是台灣的文學推廣組織，成立於1963年，許多台灣受到矚目的中生代作家中都是出自於耕莘，如蔣勳等。

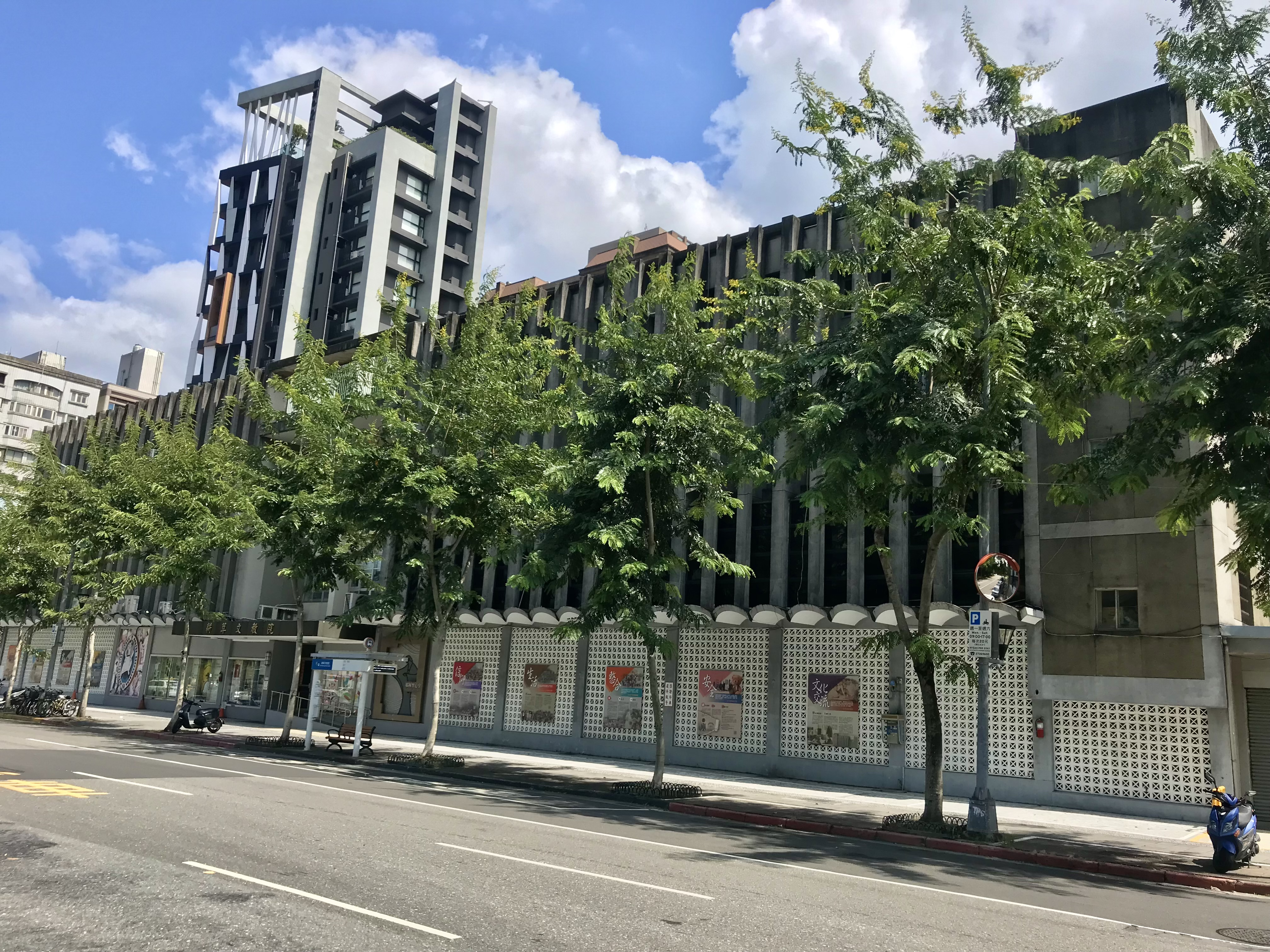
耕莘文教院

## 基金會內容
1966年，耶穌會神父張志宏舉辦第一屆暑期寫作研習班。
發展項目有地方性的「長青學苑」以及舉辦「葉紅女性詩人文學獎」。葉紅女性詩人獎為台灣少數針對女性舉辦的文學獎，針對此文學獎另有舉辦女詩人講座。
另外還舉辦許多的文學課程：例如「行動文學」「女性文學的十堂課」等。
耕莘青年文教基金會的組織下亦有「耕莘青年山地學習工作團」、「耕莘青年寫作會」、「原住民大專生返鄉服務工作隊」等。

## 基金會發展
1967年，神父張志宏建立耕莘青年山地服務團（耕莘青年山地學習工作團）。
近日招募志工，作為課後輔導老師，來輔導原住民低成就學童進行免費的課後輔導及教學，而青年寫作會又以舉辦「搶救文壇新秀大作戰」而獲得好評及注意，期間參加的學員也屢次獲得國內的文學大獎，成績斐然。

## 基金會特色
耕莘在台北捷運台電大樓站附近，鄰近重要學區。耕莘文教基金會從52年以來成立至今，仍在為社會付出努力關注。